# Таємна рада
Тає́мна ра́да — вищий дорадчий орган при голові держави, переважно монархові. Існували в різних країнах світу, переважно з раннього нового часу. Складалася з найближчих підлеглих правителя, які мали статус таємних радників. Займалася розглядом державних справ, давала поради голові держави.

## Список
- Таємна рада (англ. Privy Council) — у Великій Британії.
- Таємна рада (нім. Geheimrat) — у німецькомовних країнах: Священній Римській імперії, державах імперії, Німецькій імперії, Австрії тощо.
  - Таємна рада, Колегія Таємної ради (нім. Geheime Ratskollegium), або Таємна державна рада (нім. Geheimer Staatsrat) — у 1604—1808 роках урядова установа у Брандебурзькому курфюрстві, Бранеденбург-Пруссії і Прусському королівстві.
- Таємна рада (рос. Верховный тайный совет) — у Росії в 1726—1730 роках, створена за німецьким взірцем; після розпуску її функції перебрав Сенат і Кабінет міністрів; залишилося звання таємного радника.
- Таємна рада (яп. 樞密院) — у Японії в 1888—1947 роках; створена за зразком британської таємної ради.